# The Photographer's Flirtation
The Photographer's Flirtation è un cortometraggio muto del 1908 diretto da Lewin Fitzhamon.

## Trama
Un fotografo corteggia una baby-sitter che bacia. Ma il marito di lei lo prende e lo butta in acqua.

## Produzione
Il film fu prodotto dalla Hepworth.

## Distribuzione
Distribuito dalla Hepworth, il film - un cortometraggio di 107 metri - uscì nelle sale cinematografiche britanniche nel settembre 1908.
Si conoscono pochi dati del film che, prodotto dalla Hepworth, fu distrutto nel 1924 dallo stesso produttore, Cecil M. Hepworth. Fallito, in gravissime difficoltà finanziarie, il produttore pensò in questo modo di poter almeno recuperare il nitrato d'argento della pellicola.